# Квант (производитель автономной энергетики)
Не следует путать с одноимённым производителем компьютеров, офисной и бытовой техники.
Акционерное общество «Научно-производственное предприятие «Квант» (АО «НПП «Квант») — российская компания по разработке и производству систем преобразования различных видов энергии в электрическую. Предприятие специализируется на создании автономных источников электропитания (солнечные батареи, аккумуляторы). Входит в холдинг АО «Российские космические системы» Госкорпорации «Роскосмос».

## История
Основан 31 января 1919 года по решению Главного военно-инженерного управления Красной Армии, как элементная мастерская по разработке и производству гальванических элементов и батарей.
1926 год — в составе Всесоюзного аккумуляторного треста ВСНХ СССР организован Московский элементный завод.
1946 год — организован Всесоюзный научно-исследовательский элементно-электроугольный институт (НИЭЭИ), за короткое время специалистами института создана серия источников тока для средств радиотехнической связи.
1957 год — НИЭЭИ был переименован во Всесоюзный научно-исследовательский институт источников тока (ВНИИТ).
1961 год, 17 июня — Указом Президиума Верховного Совета СССР за успешное выполнение заданий Правительства по созданию специальной техники ВНИИТ награждён Орденом Трудового Красного Знамени.
1961 год — Московский элементный завод передан в состав ВНИИТ в качестве опытного завода (в дальнейшем завод «Фотон»).
1976 год — на основе Всесоюзного научно-исследовательского, проектно-конструкторского и технологического института источников тока (ВНИИТ), завода «Фотон» и 16 филиалов ВНИИТ, находящихся в различных городах СССР, было образовано НПО «Квант».
1982 год, 8 февраля — Указом Президиума Верховного Совета СССР за заслуги в создании космических кораблей и станций, подготовке и осуществлении космических полетов НПО «Квант» награждено Орденом Ленина.
1991 год — образовано Государственное научно-производственное объединение «Квант» в составе ВНИИТ и завода «Фотон» (ГНПП «Квант»).
1998 год — ГНПП «Квант» передано в ведение Российского Авиационно-космического Агентства.
1999 год — ГНПП «Квант» переименовано в ФГУП «НПП „Квант“»
2007 год — ФГУП «НПП „Квант“» реорганизовано в ОАО «НПП „Квант“»
2015 — АО «НПП „Квант“» (подразделение АО «Информационные спутниковые системы» имени академика М. Ф. Решетнёва")
8 апреля 2022 года, из-за вторжения России на Украину, компания включена правительством Канады в санкционный список организаций, которые «оказывали косвенную или прямую поддержку российским военным».
2023 — АО «НПП „Квант“» передано в управление АО «Российские космические системы».